# Ducado de Castro-Enríquez
El ducado de Castro-Enríquez es un título nobiliario español, con grandeza de España, creado el 15 de febrero de 1858, por la reina de España Isabel II, a favor de María de la Cruz Álvarez y Alonso, hija de Antonio Álvarez Yáñez y de María Javiera Alonso Cantón.
Su denominación hace referencia a la localidad de Castro-Enríquez (Salamanca).

## Duques de Castro-Enríquez
|                        | Titular                              | Periodo                |
| Creación por Isabel II | Creación por Isabel II               | Creación por Isabel II |
| ---------------------- | ------------------------------------ | ---------------------- |
| I                      | María de la Cruz Álvarez y Alonso    | 1858-1869              |
| II                     | María Isabel Álvarez y Montes        | 1870-1915              |
| III                    | José María de Arróspide y Álvarez    | 1915-1936              |
| IV                     | Íñigo de Arróspide y Valera          | 1952-2023              |
| V                      | Sonia de Arróspide y López de Letona | 2023-actual titular    |

## Historia de los duques de Castro-Enríquez
- María de la Cruz Álvarez y Alonso (m. 15 de febrero de 1858),[2] I duquesa de Castro-Enríquez y dama de la reina.[1]

Casó, el 26 de octubre de 1869, con Manuel Gavíria y Alcova, II marqués de Gaviria, I conde de Buena Esperanza. Sin descendientes. Le sucedió, el 1 de agosto de 1870, la hija de su hermano Ángel Juan Álvarez y Alonso, I marqués de Valderas y su esposa Susana de Montes y Bayón I condesa de la Santa Espina, por tanto su sobrina:
- María Isabel Álvarez de Montes (1848-23 de febrero de 1915), II duquesa de Castro-Enríquez,[1] II marquesa de Valderas. Esta es la duquesa de Castro-Enríquez que aparece en el cuadro que Federico Madrazo realizó en 1868, que se conserva en el Museo del Prado, de Madrid, aunque no está expuesto, normalmente, al público.

Casó,  el 8 de diciembre de 1867, con José María de Arróspide y Marimón (1842-1893), XI marqués de Boil, VI marqués de Serdañola, conde de Plasencia, conde de la Revilla, barón de Picassent, caballero de la Orden de Santiago y gentilhombre de cámara del rey.  En 14 de junio de 1915, le sucedió su hijo:
- José María de Arróspide y Álvarez (Madrid, 27 de septiembre de 1877-San Sebastián, 5 de septiembre de 1936),[3] III duque de Castro-Enríquez,[1] XI conde de Plasencia, XVIII vizconde de Rueda (por rehabilitación a su favor en 1917), XII vizconde de Perellós (rehabilitado a su favor en 1917), barón de Bétera (por rehabilitación a su favor en 1917), barón de la Daya (por rehabilitación a su favor en 1917) y senador.

Casó, el 8 de diciembre de 1900, con María de los Dolores de Arróspide y Ruiz del Burgo. Sucedió su nieto, hijo de  Francisco de Paula de Arróspide y Arróspide (m. 15 de abril de 1945), IX conde de Montealegre, y de  María del Carmen Valera y Ramírez de Saavedra:
- Íñigo de Arróspide y Valera (n. Madrid, 6 de julio de 1935), IV duque de Castro-Enríquez,[1][4] IV marqués de Valfuerte (por suceder a su tío Luis de Arróspide y Arróspide, III marqués de Valfuerte), XIII conde de Plasencia[5] y XI conde de Montealegre.

Casó, el 6 de mayo de 1958, con Carmen López de Letona y Coello de Portugal. Le sucedió, por distribución, su hija:
- Sonia de Arróspide y López de Letona, V duquesa de Castro-Enríquez.[1][6]

Casó el 17 de mayo de 1986 con Javier de Ybarra e Ybarra